# Kh-59
Le Kh-59 « Ovod » (en russe : « Х-59 Овод », taon), de désignation OTAN AS-13 « Kingbolt », est un missile de croisière russe à guidage TV, d'une portée de 115 km. À l'inverse de son aîné à propulseur à poudre, la variante Kh-59M « Ovod-M » (désignation OTAN AS-18 « Kazoo ») est équipée d'un turboréacteur.
Ce missile est principalement destiné à une attaque air-sol, mais sa version Kh-59MK est conçue pour cibler des navires de surface.

## Développement

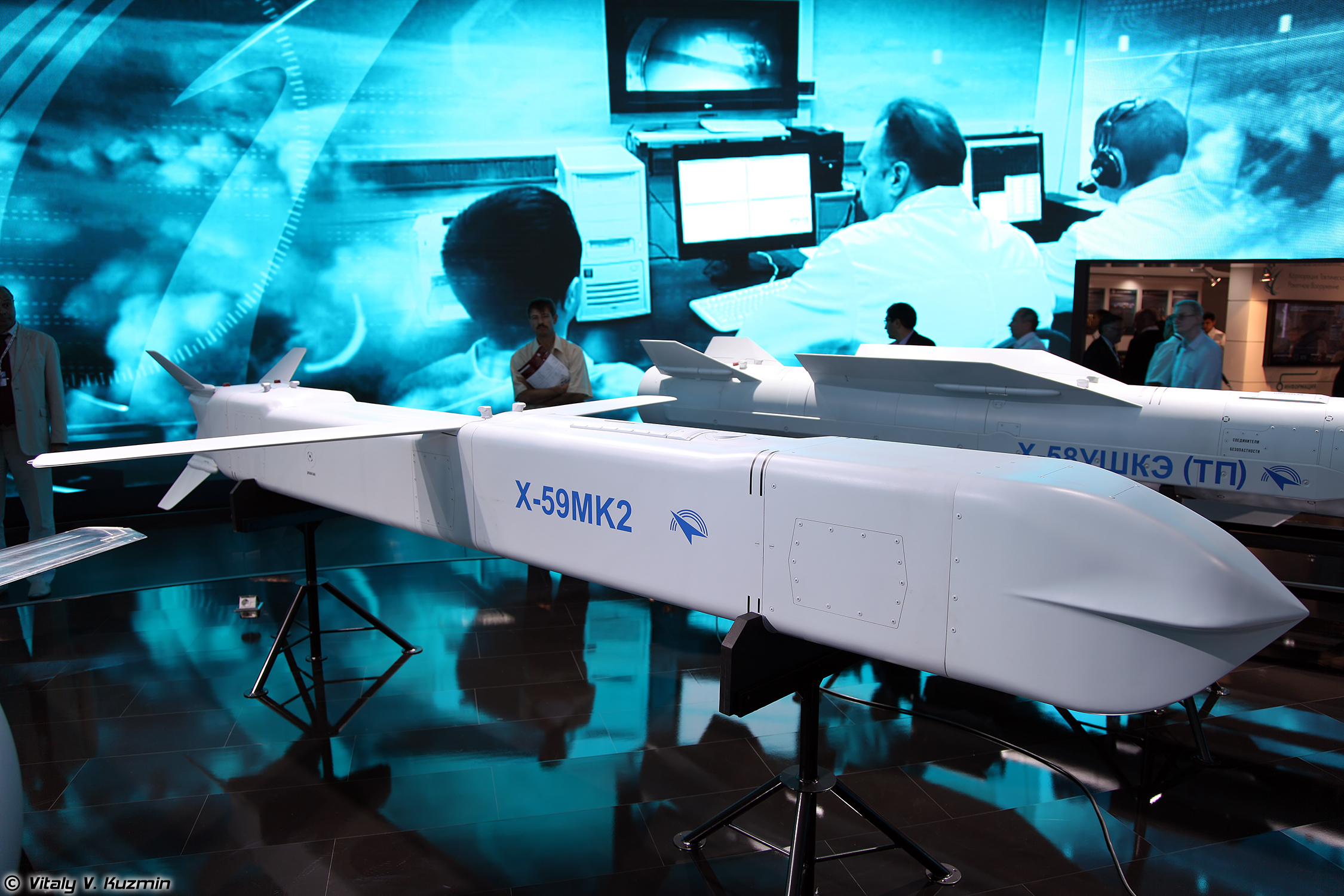
Kh-59MK2 à l'exposition "MAKS 2015"

Le concept initial était basé sur le missile Kh-58 (AS-11 « Kilter »), mais il dut être abandonné car la vitesse du missile était beaucoup trop élevée pour permettre une acquisition visuelle correcte de la cible.
Dans les années 1970, le bureau d'études Raduga OKB développa le missile Kh-59, une version à portée accrue du Kh-25 (AS-10 « Karen ») destinée à être employée comme arme de précision à distance de sécurité pour les Su-24M et futurs MiG-27. Les capteurs électro-optiques pour ce missile ainsi que les autres, tels le Kh-29 ou les bombes KAB-500KR, furent développés par le bureau et les usines S A Zverev NPO (Krasnogorskiy Zavod) de Krasnogorsk.
Le développement de la version Kh-59M est supposé avoir commencé dans les années 1980, tandis que les premiers détails la concernant ne furent dévoilés qu'au début des années 1990.

## Caractéristiques
Le missile Kh-59 original est propulsé par un moteur-fusée à carburant solide. Il intègre également un autre moteur-fusée à poudre (accélérateur) dans sa queue.
Les stablisateurs repliables sont situés à l'avant du missile, tandis que les ailes et les gouvernes sont placées vers l'arrière. Le Kh-59 effectue son vol de croisière à une altitude d'environ 7 m au-dessus de la surface de l'eau ou entre 100 et 1 000 m au-dessus du relief, grâce à l'emploi d'un radar altimétrique. Accroché à un pylône AKU-58-1, il peut être lancé depuis un appareil volant à une vitesse comprise entre 600 et 1 000 km/h et une altitude allant de 200 m à 11 000 m. Il a un taux d'erreur circulaire compris entre deux et trois mètres.
Le Kh-59ME est doté d'un Turboréacteur#Turboréacteur « double flux » externe, le 36MT, conçu et fabriqué par la firme NPO Saturn pour les missiles de la série Kh-59M. Situé en dessous du fuselage du missile, juste en-arrière des ailes de sustentation, il reste toutefois jumelé à l'accélérateur à poudre de l'ancienne version du missile. Il est également doté d'un double système de guidage, consistant en une centrale inertielle, le guidant vers la zone supposée de la cible, et d'un transmetteur TV, permettant de le guider précisément vers sa cible à la fin de sa course.

## Fonctionnement
Les coordonnées de la cible sont entrées dans la mémoire du missile avant le lancement et la phase de vol initiale est assurée par la centrale inertielle, tandis que sur la fin du vol, à une distance d'environ 10 km, le système TV est activé. Un opérateur à-bord de l'avion tireur identifie la cible à atteindre et verrouille le missile sur elle.

## Histoire opérationnelle
Le Kh-59 original pouvait être emporté par une grande quantité d'appareils divers, tels les Su-17M3, Su-22M4, Su-24M, Su-25, Su-30, MiG-27, s'ils étaient équipés de la nacelle de liaison de donnés APK-9.
Au-cours de son service au-sein des forces de la Russie, il ne fut cependant employé qu'avec le Su-24M.
Lors de l'invasion de l'Ukraine par la Russie en 2022, le Kh-59 fut utilisé par les forces russes pour toucher des cibles dans des grandes villes ukrainiennes.

## Versions
- Kh-59 (AS-13 « Kingbolt ») : Version originale, dotée d'un propulseur à carburant solide à deux étages. Vue pour la première fois en 1991, exportée en-tant que Kh-59 et Kh-59E[5].
- Kh-59M (AS-18 « Kazoo ») : Ajout d'un turbo réacteur, et montage d'une charge militaire plus lourde. Portée : 115 km[1] ;
- Kh-59ME : Version offrant une portée de 200 km, proposée à l'export en 1999[3] ;
- Kh-59MK : Version antinavire, d'une portée de 285 km. Dotée d'un turboréacteur, et d'un autodirecteur à radar actif ARGS-59[3] ;

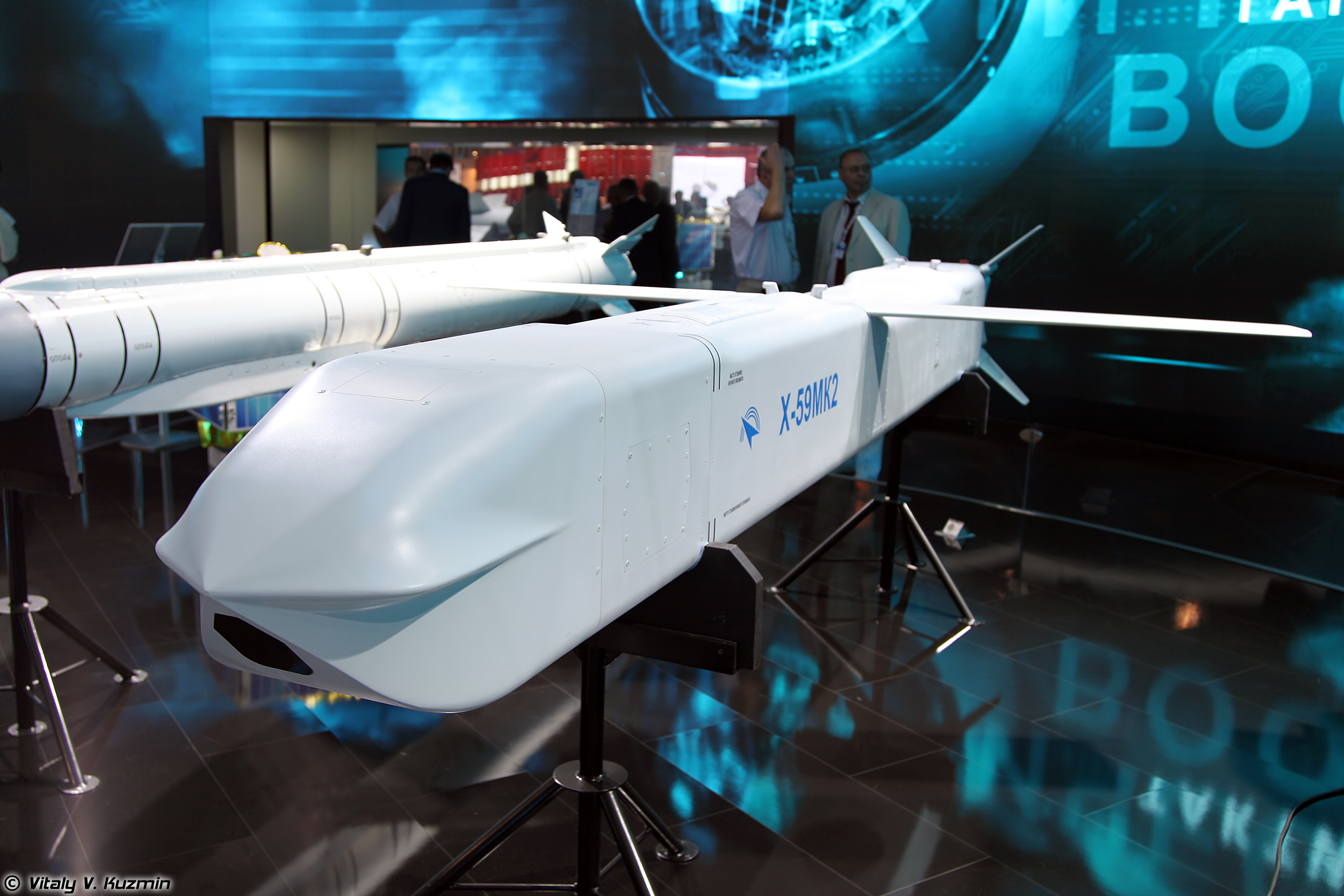
Kh-59MK2

- Kh-59MK2Kh-59MK2 : Version d'attaque au sol du Kh-59MK, modernisée et dotée de capacités « Tire et oublie »[3]. Son corps est de section carrée, contrairement à la section circulaire des autres versions[8] ;
- Kh-59M2 : Des Kh-59M et Kh-59MK avec de nouveaux capteurs TV à imagerie infrarouge, apparues en 2004[3] ;
- Kh-20 : Nom possible donné à une version à tête nucléaire, emportée par la famille d'avions Su-27[3] ;
- Kh-59L : Version guidée par laser qui fut développée mais n'entra jamais en service ;
- Kh-59T : Deuxième nom donné à la version guidée par TV, qui devint par-la-suite le Kh-59 de base[4].
- Kh-69 :  C'est une évolution du Kh-59, et est proche des Storm Shadow/SCALP et Taurus[9]

Des propositions de développement des Kh-59M et ME incluaient des charges militaires alternatives, telles que des sous-munitions, mais l'état d'avancée de leur développement reste encore mystérieux à-ce-jour,.

## Utilisateurs
Anciens
- Union soviétique : Reversé aux états successeurs.

Actuels
- Algérie
- Chine
- Inde
- Indonésie[11]
- Malaisie
- Russie
- Venezuela
- Viêt Nam

### Sources et bibliographie
- (en) Yefim Gordon, Soviet/Russian aircraft weapons since World War Two, Hinckley, Angleterre, Midland Publishing, 2004 (ISBN 1-85780-188-1).